# Електронний видошукач

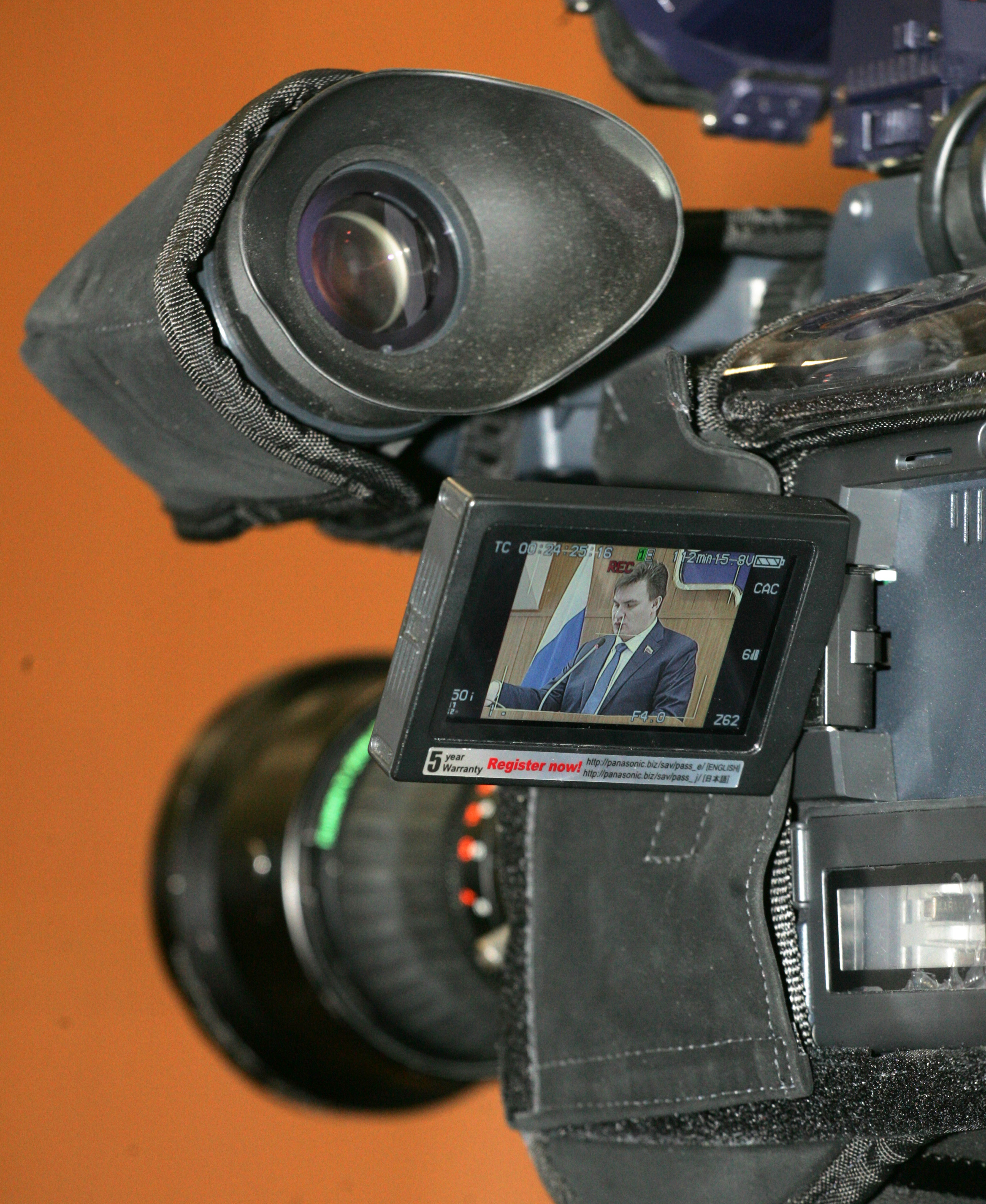
Електронні видошукачі камери для відеожурналістики. Вгорі — окулярний чорно-білий; внизу — кольоровий плоский

Електро́нний видошука́ч (англ. Electronic ViewFinder, EVF) — різновид видошукача, що застосовується в телевізійних передавальних камерах або компактних відеокамерах і базується на використанні кінескопа або рідкокристалічного дисплея. По суті, електронний видошукач є компактним відеомонітором, що дозволяє телеоператорові спостерігати зображення, яке формується передавальною камерою. До середини 1990-х років переважна більшість електронних видошукачів були чорно-білими.

## Видошукачі цифрових фотоапаратів
У цифрових фотоапаратах застосовуються чотири типи видошукачів :
- РК-монітор,
- електронний,
- оптичний паралаксний і
- дзеркальний.

### Рідкокристалічний монітор
На задній панелі фотоапарата розташований рідкокристалічний монітор (РК — монітор), на якому під час зйомки можна бачити зображення. Крім зображення на ньому можуть відображатися параметри зйомки, допоміжні лінії кадрування, гістограма та інша корисна інформація.

### Електронний видошукач, EVF
Електронний видошукач — це за своєю суттю той же РК-монітор, тільки розташований він всередині камери, за позитивною лінзою (аналогічний видошукач мають практично всі відеокамери). На розташований усередині камери монітор не падають промені світла, а значить, зображення на ньому завжди яскраве.
Недоліки РК-моніторів залишилися притаманні і електронним видошукачам. Такими видошукачами оснащуються напівпрофесійні камери і фотоапарати, що мають об'єктиви з дуже широким діапазоном масштабування.

### Оптичний паралаксний видошукач
Являє собою конструкцію з декількох лінз і розташовується поруч з об'єктивом. Під час зумування змінюється відстань між лінзами об'єктива, його фокусна відстань, а відповідно, і масштаб зображення.

### Дзеркальний видошукач
Дзеркальний видошукач поєднує в собі переваги всіх конструкцій. Візування здійснюється через об'єктив фотоапарата, а значить, зображення максимально відповідає тому, яке виходить на фотографії. РК-табло відображає важливі параметри зйомки у видошукачі і споживає дуже мало електроенергії.